# Resolutie 1555 Veiligheidsraad Verenigde Naties
Resolutie 1555 van de Veiligheidsraad van de Verenigde Naties werd unaniem door de VN-Veiligheidsraad aangenomen op 29 juli 2004 en breidde het mandaat van de vredesmacht in de Democratische Republiek Congo uit.

## Achtergrond
In 1994 braken in de Democratische Republiek Congo etnische onlusten uit die onder meer werden veroorzaakt door de vluchtelingenstroom uit de buurlanden Rwanda en Burundi. In 1997 beëindigden rebellen de lange dictatuur van Mobutu en werd Kabila de nieuwe president. In 1998 escaleerde de burgeroorlog toen andere rebellen Kabila probeerden te verjagen. Zij zagen zich gesteund door Rwanda en Oeganda. Toen hij in 2001 omkwam bij een mislukte staatsgreep werd hij opgevolgd door zijn zoon. Onder buitenlandse druk werd afgesproken verkiezingen te houden die plaatsvonden in 2006 en gewonnen werden door Kabila. Intussen zijn nog steeds rebellen actief in het oosten van Congo en blijft de situatie er gespannen.

## Inhoud

### Waarnemingen
De Veiligheidsraad bleef bezorgd om de spanningen en vijandelijkheden in het oosten van Congo-Kinshasa en specifiek de provincies Noord- en Zuid-Kivu en het district Ituri. De MONUC-vredesmissie was klaar om actief deel te nemen aan het verificatiemechanisme dat op 25 juni door Congo en Rwanda was overeengekomen.

### Handelingen
De Veiligheidsraad:
1. Beslist het mandaat van MONUC uit te breiden tot 1 oktober 2004.
2. Vraagt de secretaris-generaal voor 16 augustus te rapporteren over de uitvoering van dat mandaat.
3. Besluit actief op de hoogte te blijven.

## Verwante resoluties
- Resolutie 1533 Veiligheidsraad Verenigde Naties
- Resolutie 1552 Veiligheidsraad Verenigde Naties
- Resolutie 1565 Veiligheidsraad Verenigde Naties
- Resolutie 1592 Veiligheidsraad Verenigde Naties (2005)

Lijst ·  1522 ·  1523 ·  1524 ·  1525 ·  1526 ·  1527 ·  1528 ·  1529 ·  1530 ·  1531 ·  1532 ·  1533 ·  1534 ·  1535 ·  1536 ·  1537 ·  1538 ·  1539 ·  1540 ·  1541 ·  1542 ·  1543 ·  1544 ·  1545 ·  1546 ·  1547 ·  1548 ·  1549 ·  1550 ·  1551 ·  1552 ·  1553 ·  1554 ·  1555 ·  1556 ·  1557 ·  1558 ·  1559 ·  1560 ·  1561 ·  1562 ·  1563 ·  1564 ·  1565 ·  1566 ·  1567 ·  1568 ·  1569 ·  1570 ·  1571 ·  1572 ·  1573 ·  1574 ·  1575 ·  1576 ·  1577 ·  1578 ·  1579 ·  1580